# Радионченко, Анна Алексеевна
Анна Алексеевна Радионченко (28 декабря 1926, с. Ракиты — 23 декабря 2024) — советский российский акушер-гинеколог, учёный, педагог. Доктор медицинских наук.

## Биография
Родилась 28 декабря 1926 года в селе Ракиты Михайловского района Бийского округа Сибирского края (ныне в составе Алтайского края). Отец, Алексей Федотович (1907—1962) — крестьянин по происхождению, офицер Красной армии, депутат горсовета Сретенска. Мать, Татьяна Евсеевна (девичья фамилия — Моисеенко, 1908—1981), также родом из крестьян, председатель сельсовета Ракиты. Брат — Михаил (1929—1975), инженер и педагог.
С 1932 года семья Радионченко проживала в Чите, где служил её отец. В 1938 году после отъезда родителей в Монгольскую Народную Республику продолжила учёбу в селе Ракиты, а в 1939 году переехала по новому месту службы отца в город Коломыя Станиславской области.
В начале Великой Отечественной войны вместе с матерью и братом была эвакуирована в Сибирь, снова оказавшись в селе Ракиты. В 1944—1945 годах работала в местном колхозе. В 1944 году Радионченко окончила с отличием Михайловскую среднюю школу Михайловского района Алтайского края.
В следующем году поступила на лечебный факультет Томского медицинского института (ТМИ). Училась на одном курсе с будущими профессорами Сибирского государственного медицинского университета: Борисом Альперовичем и Александром Креймером. Специализировалась на акушерстве и гинекологии. Окончила институт с отличием в 1950 году.
В 1954 году в совете ТМИ защитила кандидатскую диссертацию на тему «Материалы к эпидемиологии трихомониаза у женщин». В 1964 году — докторскую диссертацию на тему «К патогенезу функциональных маточных кровотечений». Профессор с 1967 года.
Около 30 лет Радионченко возглавляла кафедру акушерства и гинекологии Сибирского государственного медицинского университета, основала собственную научную школу акушеров-гинекологов.
Автор около 300 работ, в том числе 9 монографий. Имеет 17 авторских свидетельств на способы диагностики и лечения женских болезней, 6 патентов на изобретения, внесла 15 рационализаторских предложений. Автор одной из первых в СССР монографий по трихомониазу половой сферы у женщин и детей, выдержавшей три издания. Труды были посвящены в основном вопросам гинекологии и физиотерапии, в частности клинике и лечению воспалительных процессов (специфических и неспецифических) женской половой сферы, бесплодию.
Член Академии медицинских наук с 1982 года. Член правлений Всесоюзного, Всероссийского и председатель правления Томского научных общества акушеров-гинекологов, член проблемной комиссии по охране здоровья матери и ребёнка при Сибирском отделении Академии медицинских наук СССР, член редакционного совета журнала «Акушерство и гинекология».
По состоянию на 2010 год вместе с семьёй проживала в США (штат Северная Каролина).
Награждена орденом Трудового Красного Знамени, медалью «За доблестный труд». Отличник здравоохранения.
Умерла 23 декабря 2024 года в возрасте 97 лет.